# Katsuhiko Ishibashi
Katsuhiko Ishibashi Ishibashi Katsuhiko (石橋 克彦) (1944) és un sismòleg que ha escrit extensament sobre les àrees de sismicitat i sismotectònica en i al voltant de les illes japoneses. És professor al Centre de Recerca per a la Seguretat Urbana i Seguretat a l'Escola Postgrau de Ciències a la Universitat de Kobe, el Japó. El professor Ishibashi recentment ha encunyat o batejat el terme genpatsu-shinsai, de provinent de les paraules japoneses que signifiquen "energia nuclear" i "desastre de terratrèmol".